# Todraž
Todraž je naselje v Občini Gorenja vas - Poljane.